# Margal, Bangarapet
Margal là một làng thuộc tehsil Bangarapet, huyện Kolar, bang Karnataka, Ấn Độ.